# Джозеф Пейнтсіл
Джозеф Пейнтсіл (англ. Joseph Paintsil, нар. 1 лютого 1998, Аккра) — ганський футболіст, півзахисник клубу МЛС «Лос-Анджелес Гелаксі» і національної збірної Гани.

## Клубна кар'єра
Народився 1 лютого 1998 року в місті Аккра. Вихованець футбольної школи місцевого клубу «Тема Юз». У дорослому футболі дебютував 2016 року виступами за основну команду цього клубу, в якій провів один сезон, взявши участь у 22 матчах чемпіонату.  Більшість часу, проведеного у складі У складі, був основним гравцем команди і одним з її головних бомбардирів, маючи середню результативність на рівні 0,45 голу за гру першості.
Своєю результативною грою привернув увагу представників тренерського штабу угорського «Ференцвароша», до складу якого приєднався на умовах оренди 2017 року. Відіграв за клуб з Будапешта наступний сезон своєї ігрової кар'єри. Граючи у складі «Ференцвароша» також здебільшого виходив на поле в основному складі команди. В новому клубі був серед найкращих голеодорів, відзначаючись 10 забитими голоми у 25 іграх.
До складу клубу «Генк» приєднався влітку 2018 року. Спочатку був здебільшого гравцем основного складу, згодом його ігровий час скоротився, і на початку сезону 2020/21 ганця було віддано в оренду до кінця сезону до турецького «Анкарагюджю».
21 лютого 2024 року підписав контракт на чотири роки з клубом «Лос-Анджелес Гелаксі».

## Виступи за збірну
У травні 2017 року дебютував в офіційних матчах у складі національної збірної Гани.
| Дата       | Місто        | Господарі  | Результат | Гості             | Турнір                                        | Голи | Примітки  |
| ---------- | ------------ | ---------- | --------- | ----------------- | --------------------------------------------- | ---- | --------- |
| 25-5-2017  | Аккра        | Гана       | 1 – 1     | Бенін             | товариський матч                              | -    | 23'       |
| 5-1-2022   | Ер-Раян      | Алжир      | 3 – 0     | Гана              | товариський матч                              | -    |           |
| 10-1-2022  | Яунде        | Марокко    | 1 – 0     | Гана              | Кубок африканських націй 2021 - груповий етап | -    | 86'       |
| 14-1-2022  | Яунде        | Габон      | 1 – 1     | Гана              | Кубок африканських націй 2021 - груповий етап | -    | 65' 90+4' |
| 18-1-2022  | Гаруа        | Гана       | 2 – 3     | Коморські Острови | Кубок африканських націй 2021 - груповий етап | -    | 60'       |
| 5-6-2022   | Луанда       | ЦАР        | 1 – 1     | Гана              | Відбір до Кубка африканських націй 2023       | -    | 63'       |
| 23-3-2023  | Кумасі       | Гана       | 1 – 0     | Ангола            | Відбір до Кубка африканських націй 2023       | -    | 69'       |
| 27-3-2023  | Луанда       | Ангола     | 1 – 1     | Гана              | Відбір до Кубка африканських націй 2023       | -    | 61'       |
| 18-6-2023  | Антананаріву | Мадагаскар | 0 – 0     | Гана              | Відбір до Кубка африканських націй 2023       | -    | 74'       |
| 14-10-2023 | Шарлотт      | Мексика    | 2 – 0     | Гана              | товариський матч                              | -    | 64'       |
| 17-10-2023 | Нашвілл      | США        | 4 – 0     | Гана              | товариський матч                              | -    | 64'       |
| 8-1-2024   | Кумасі       | Гана       | 0 – 0     | Намібія           | товариський матч                              | -    | 71'       |
| 14-1-2024  | Абіджан      | Гана       | 1 – 2     | Кабо-Верде        | Кубок африканських націй 2023 - груповий етап | -    | 54' 62'   |
| 18-1-2024  | Абіджан      | Єгипет     | 2 – 2     | Гана              | Кубок африканських націй 2023 - груповий етап | -    | 89'       |
| 22-1-2024  | Абіджан      | Мозамбік   | 2 – 2     | Гана              | Кубок африканських націй 2023 - груповий етап | -    | 46'       |
| 5-9-2024   | Кумасі       | Гана       | 0 – 1     | Ангола            | Відбір до Кубка африканських націй 2025       | -    | 82'       |
| Усього     |              | Матчів     | 16        |                   | Голів                                         | 0    |           |

## Титули і досягнення
- Чемпіон Бельгії (1):

«Генк»: 2018-19
- Володар Суперкубка Бельгії (1):

«Генк»: 2019